# نوارت آبالیان
نوارت یپرمی آبالیان (ارمنی: Նվարդ Եփրեմի Աբալյան؛ ۲۰ مهٔ ۱۹۲۰ – ۱۴ دسامبر ۱۹۹۴) یک بازیگر اهل ارمنستان بود. وی بین سال‌های ۱۹۲۵ تا ۱۹۴۴ میلادی فعالیت می‌کرد.

## زندگی‌نامه
وی در ۲۰ مهٔ ۱۹۲۰ در باکو به دنیا آمد و از  فارغ‌التحصیل گشت. وی برندهٔ جوایزی همچون هنرمند شایسته ارمنستان شوروی (۱۹۵۶) شده‌است. وی در ۱۴ دسامبر ۱۹۹۴ در سن ۷۴ سالگی در ایروان درگذشت.

## گزیده فیلم‌شناسی
از فیلم‌ها یا برنامه‌های تلویزیونی که وی در آن نقش داشته‌است می‌توان به خاتابالا (فیلم) (۱۹۷۱)، آخرین یکشنبه (۱۹۸۵) و خاک و طلا (۱۹۸۴) اشاره کرد.